# الاعتراف

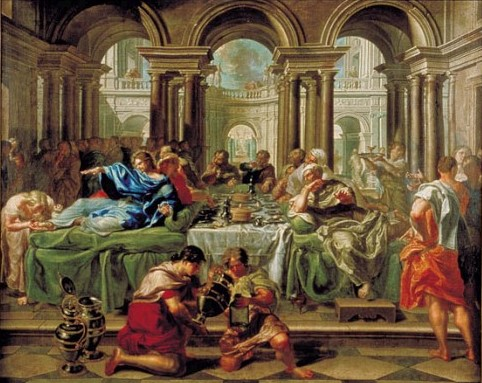

الاعتراف هو كلام يُدلي به الشخص على سبيل الاعتراف عن بعض الحقائق الشخصية التي يفضل الشخص إخفاءها. وعمومًا يرتبط هذا المصطلح بالاعتراف بالأخطاء الأخلاقية أو القانونية. الاعتراف القانوني هو الاعتراف ببعض المخالفات التي لها عواقب قانونية، بينما الاعتراف في الدين عادة ما يكون أقرب إلى الطقوس التي يعترف فيها الشخص بالأفكار والأفعال التي تعد خطيئة أو خطأ أخلاقيًا ضمن حدود الدين. ورغم ذلك قد يشير المصطلح من الناحية الاجتماعية إلى الاعترافات التي ليس لها جانب قانوني أو ديني.
المصطلح مشتق من (“ion”) شيء ما منطوق و(“fess”) في وجود أو مع و(“con”) شخص آخر".